# SoftBank 821P
SoftBank 821Pは、パナソニックモバイルコミュニケーションズによって開発された、ソフトバンクモバイルの第三世代携帯電話 (SoftBank 3G) 端末である。「MIRЯOR」の愛称を持つ。2007年11月30日発売。

## 主な機能・サービス
| 主な対応サービス         | 主な対応サービス       | 主な対応サービス     | 主な対応サービス |
| ------------------------ | ---------------------- | -------------------- | ---------------- |
| S!一斉トーク             | S!ともだち状況         | Yahoo!mocoa          |                  |
| S!ループ                 | S!タウン               | S!速報ニュース       |                  |
| PCサイトブラウザ         | 電子コミック           | S!アプリ             |                  |
| 着うたフル／着うた       | アレンジメール         | S!電話帳バックアップ |                  |
| S!FeliCa                 | S!ミュージックコネクト | S!GPSナビ            |                  |
| コンテンツおすすめメール | TVコール               | 国際ローミング       |                  |
| ワンセグ                 | 3G ハイスピード        | S!おなじみ操作       |                  |

## 特徴
SoftBank 820Pとほとんど機能はかわらず、実質兄弟機である。

## 不具合
- 2010年8月5日以下の不具合の修正がソフトウェアの更新でなされた。 
  - 通話中、ごく稀に音声が途切れる場合がある。